# Gregorio Ladino
Gregorio Ladino (n. 18 de janeiro 1973, San Mateo, Boyacá) é um ciclista colombiano, nacionalizado mexicano.
Competiu pela primeira vez para uma equipa ciclista com licença da UCI em 1996, o Manzana Postobón pertencente à segunda divisão, mas  a equipa deixou de competir essa temporada e voltou ao amadorismo. Em 1997 venceu na Volta à Costa Rica, facto que repetiu em 2001 e menos de dois meses depois conseguiu a Volta à Guatemala. Em 2003 conquistou a Volta Independência Nacional que se disputa na República Dominicana. Em 2006 uniu-se à equipa continental mexicana Tecos da Universidade Autónoma de Guadalajara-Trek-VH. Em fevereiro, ganhou a Volta a Sonora no México e dois meses mais tarde a Vuelta a El Salvador. Na classificação geral do UCI America Tour de 2006 Ladino foi 2.º por trás do seu compatriota José Serpa.
Em 2008 Ladino ganhou a Volta Ciclista a Chiapas no México. Em 2009 venceu na Volta à Bolívia, foi campeão pan-Americano de rota e culminou 1.º no UCI America Tour.
Em 2010 voltou a competir por uma equipa do seu país (Boyacá Orgullo de América) e repetiu o lauro de campeão do UCI America Tour.
Em 2011 se nacionalizou mexicano e voltou a esse país para competir pela equipa amador Canel's Turbo.

## Palmarés
- 1997
  - Volta à Costa Rica

- 2001
  - Volta à Costa Rica
  - Volta à Guatemala
  - 1 etapa da Volta à Colômbia

- 2003
  - Volta Independência Nacional
  - 1 etapa da Volta à Costa Rica

- 2005
  - 1.º em Classificação Geral Final Volta Mazatlán (MEX)
  - 1 etapa do Clássico Ciclístico Banfoandes

- 2006
  - Volta a Sonora
  - Volta a El Salvador
  - 2.º no UCI America Tour

- 2007
  - 1 etapa da Volta a El Salvador

- 2008
  - 1 etapa da Volta a Cuba
  - 1 etapa da Doble Sucre Potosí GP Cemento Fancesa
  - 1 etapa da Volta a Chihuahua
  - Volta Ciclista a Chiapas, mais 2 etapas
  - Tour de Gila, mais 1 etapa

- 2009
  -  1.º no Campeonato Pan-Americano de Ciclismo em Estrada
  - Volta à Bolívia + 1 etapa
  - UCI America Tour

- 2010
  - UCI America Tour

- 2011
  - 2.º no Campeonato do México em Contrarrelógio 
  - 1 etapa da Volta Ciclista a Chiapas

## Classificações mundiais
}
| Ano              | 2006 | 2007 | 2008 | 2009 | 2010 | 2011  | 2012  |
| UCI America Tour | 2.º. | 32.º | 35.º | 1.º  | 1.º  | 224.º | 215.º |